# Emmanuel Armand de Vignerot du Plessis

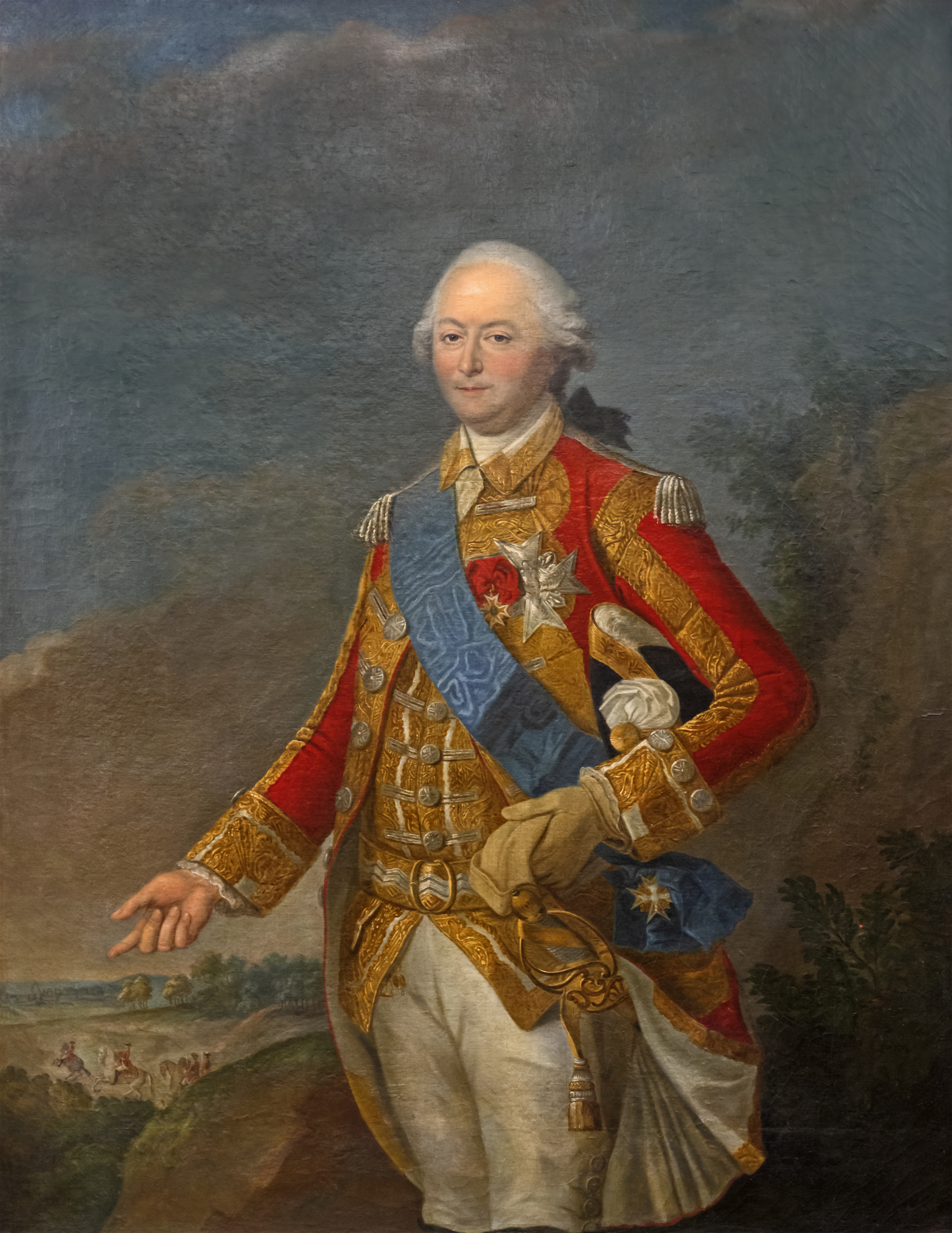
Emmanuel Armand de Vignerot du Plessis.

Emmanuel Armand de Vignerot du Plessis de Richelieu, hertig av Aiguillon, född den 31 juli 1720, död den 1 september 1782, var en fransk minister.

## Biografi
Hertigen av Aiguillon utnämndes till fältmarskalk 1748, blev 1753 guvernör i Bretagne, där han med skärpa företrädde statsintressena gentemot kraven på landskapliga privilegier. 1768 tvingades han att avgå av César Gabriel de Choiseul, men efter dennes fall 1771 och delvis på genom av Madame du Barrys inflytande utnämndes han till utrikesminister. Tillsammans med René Nicolas de Maupeou och Joseph Marie Terray bär de Aigullon ansvaret för Frankrikes ledning under åren 1768-1774. Det så kallade "triumviratet" som bestämt motarbetade alla reformförsök, blev ytterst impopulärt, inte minst på grund av de Aiguillons svara utrikespolitik, som bland annat utan att ingripa lät Frankrikes gamla allierade Polen gå sin undergång till mötes. de Aiguillons enda framgång var Gustav III:s statskupp; man medverkade kraftigt vid dess förberedelse, och när läget efter revolutionen blev för Sverige kritiskt, ställde han fransk hjälp till utsikt och bidrog därmed i avsevärd grad till att Gustav III kunde stabilisera sitt verk. År 1774 blev De Aigullon, efter att ha stött sig med Marie-Antoinette, avsatt och förvisad från hovet.